# 和羅王
謂（？—前369年），是古朝鲜之箕子朝鲜的君主，子姓。在位於前385年至前369年，諡號和羅王（韓語：화라왕），後王位由兒子賀繼承。